# Emre Mor
Emre Mor, född 24 juli 1997 i Brønshøj, Danmark, är en dansk-turkisk fotbollsspelare som spelar för Eyüpspor, på lån från Fenerbahçe.

## Klubbkarriär
Den 29 augusti 2017 värvades Mor av spanska Celta Vigo. Mor debuterade i La Liga den 10 september 2017 i en 1–0-vinst över Deportivo Alavés, där han byttes in i den 88:e minuten mot Pione Sisto.
Den 2 augusti 2019 lånades Mor ut till turkiska Galatasaray på ett låneavtal över säsongen 2019/2020. Den 31 januari 2020 lånades han istället ut till grekiska Olympiakos på ett låneavtal över resten av säsongen 2019/2020. Den 26 augusti 2021 lånades Mor ut till turkiska Fatih Karagümrük på ett låneavtal över säsongen 2021/2022.
Den 2 juli 2022 värvades Mor av Fenerbahçe, där han skrev på ett treårskontrakt.

## Landslagskarriär
Mor spelade för Danmarks U17-, U18- och U19-landslag. Under 2016 fick han turkiskt medborgarskap och debuterade därefter i det turkiska U21-landslaget. Den 29 maj 2016 fick Mor debutera för Turkiets A-landslag i en 1–0-vinst över Montenegro, där han byttes in i halvlek mot Volkan Şen. Mor blev uttagen i Turkiets trupp till fotbolls-EM 2016, där han var den tredje yngsta spelaren.